# Королівська глазур
Королівська глазур — це тверда біла глазур, виготовлена з м'яко збитих яєчних білків, цукрової пудри і іноді соку лимона або лайма. Його використовують для прикраси різдвяних тортів, весільних тортів, пряникових будиночків, печива та багатьох інших тортів і бісквітів. Використовується або як гладке покриття, або в гострих піках. Часто додають гліцерин, щоб глазур не схопилася. При нанесенні глазурі на торти марципан зазвичай використовують під королівську глазур, щоб запобігти знебарвленню глазурі.
Звичайна пропорція: 2 яєчних білки на 1 чайну ложку лимонного соку, 1 чайну ложку гліцерину та близько 1 фунта цукру залежно від застосування.
Крім покриття тортів і бісквітів, королівська глазур використовується для виготовлення таких прикрас, як квіти та фігурки для нанесення на торт. Королівську глазур розливають у форми, які застигають на антипригарній поверхні. Потім їх можна розташувати для створення їстівних декоративних ефектів на різноманітних солодких стравах. Гліцерин для цієї мети слід виключити. Королівська глазур часто використовується для створення снігових сцен, але також використовується як харчовий клей, особливо для пряникових будиночків.

## Ризик для здоров'я
Королівська глазур традиційно готується з сирих яєчних білків, які мають дуже малу ймовірність передачі отруєння сальмонелою. З аналогічними результатами можна використовувати порошок для безе або готові до вживання, пастеризовані, охолоджені яєчні білки (мокрі яйця).

## Історія
Оксфордський словник англійської мови містить першу згадку про королівську глазур під назвою Borella's Court and Country Confectioner (1770). Термін був добре відомий на початку 19 століття, хоча Вільям Джаррін (1827) все ще відчував необхідність пояснити, що цей термін використовувався кондитерами (тому, ймовірно, він ще не був загальновживаним серед простих кухарів або любителів). Він розвинувся на певному етапі на початку 18 століття, замінивши попередні стилі глазурі, які, як правило, включали приготування суміші, схожої на безе, яку потім висушували в отворі духовки. Елізабет Раффальд (1769) зазвичай приписують додавання шару марципана між ним і тортом під ним. Покриття королівською глазур'ю з'явилося трохи пізніше, в 1840-х роках, завдяки німецьким кулінарам-новаторам. До цього прикраса зазвичай була формованою пастилою або цукровою пастою.
Існує міф, що його назвали королівським після того, як він набув широкого розголосу, коли поширювалися зображення торта нареченої Вікторії та Альберта (весільний торт), але це неправда, не в останню чергу тому, що справжній поштовх прийшов, коли зображення весільного торта їхньої старшої дочки були опубліковані в таких газетах, як «Ілюстровані лондонські новини» (заснована лише в 1842 році), й час ця назва використовувалася вже понад 80 років.

## Галерея

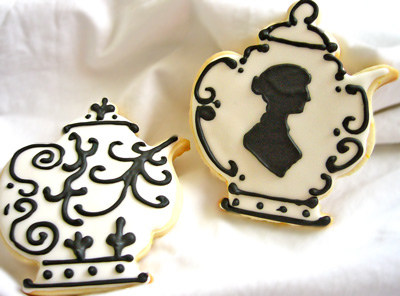
Чорно-біла королівська глазур
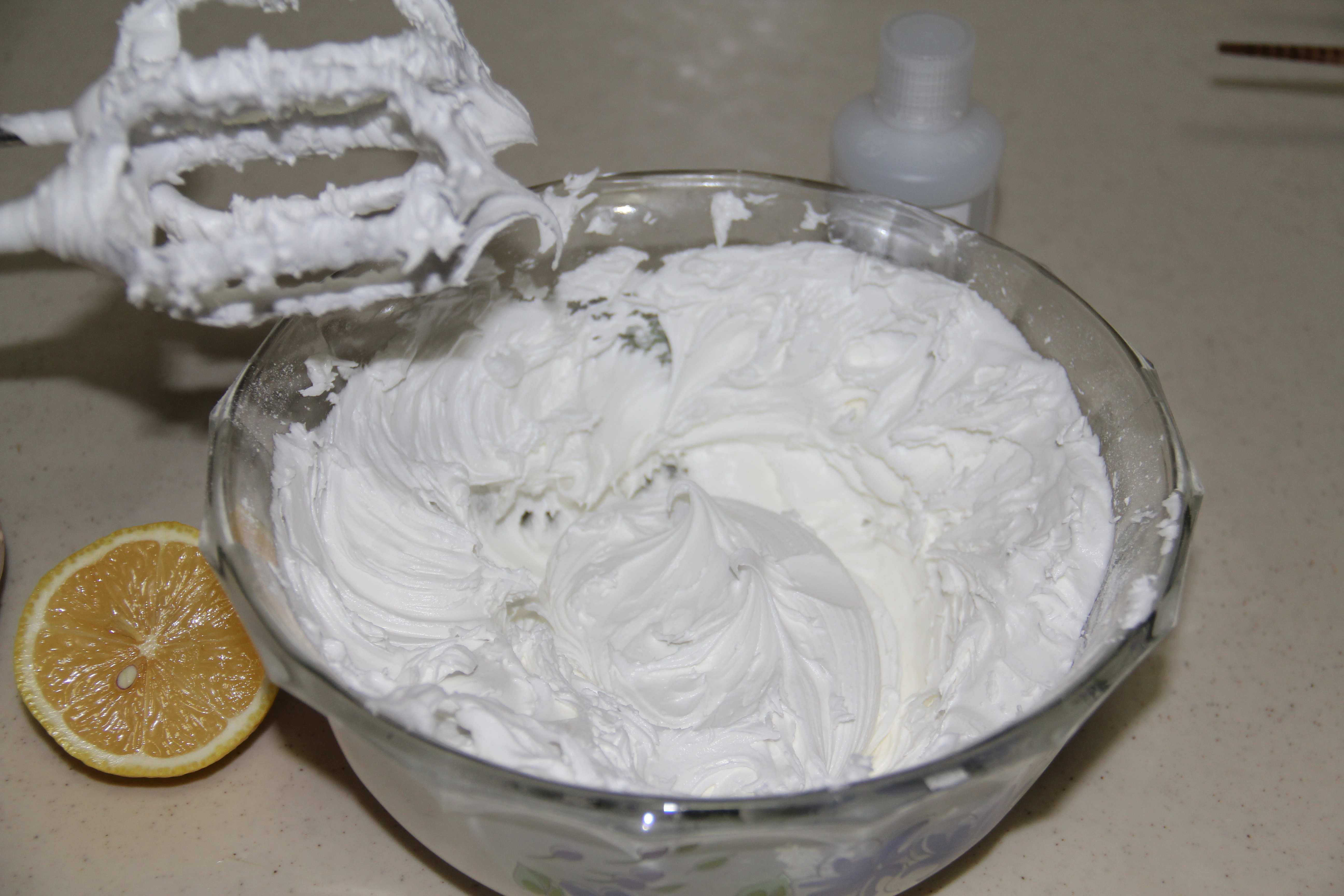
Приготування королівської глазурі
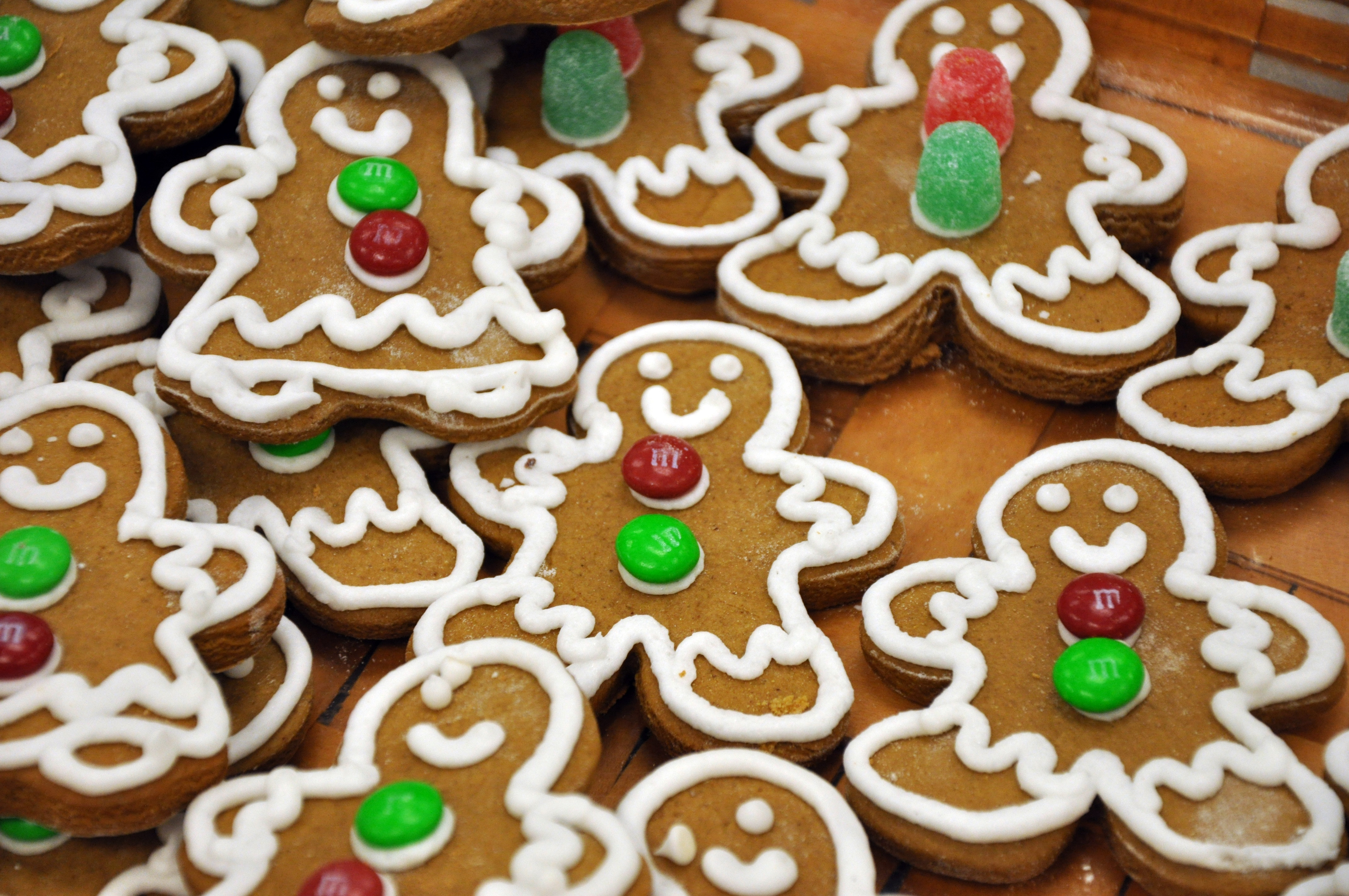
Прикраса пряників королівською глазур'ю
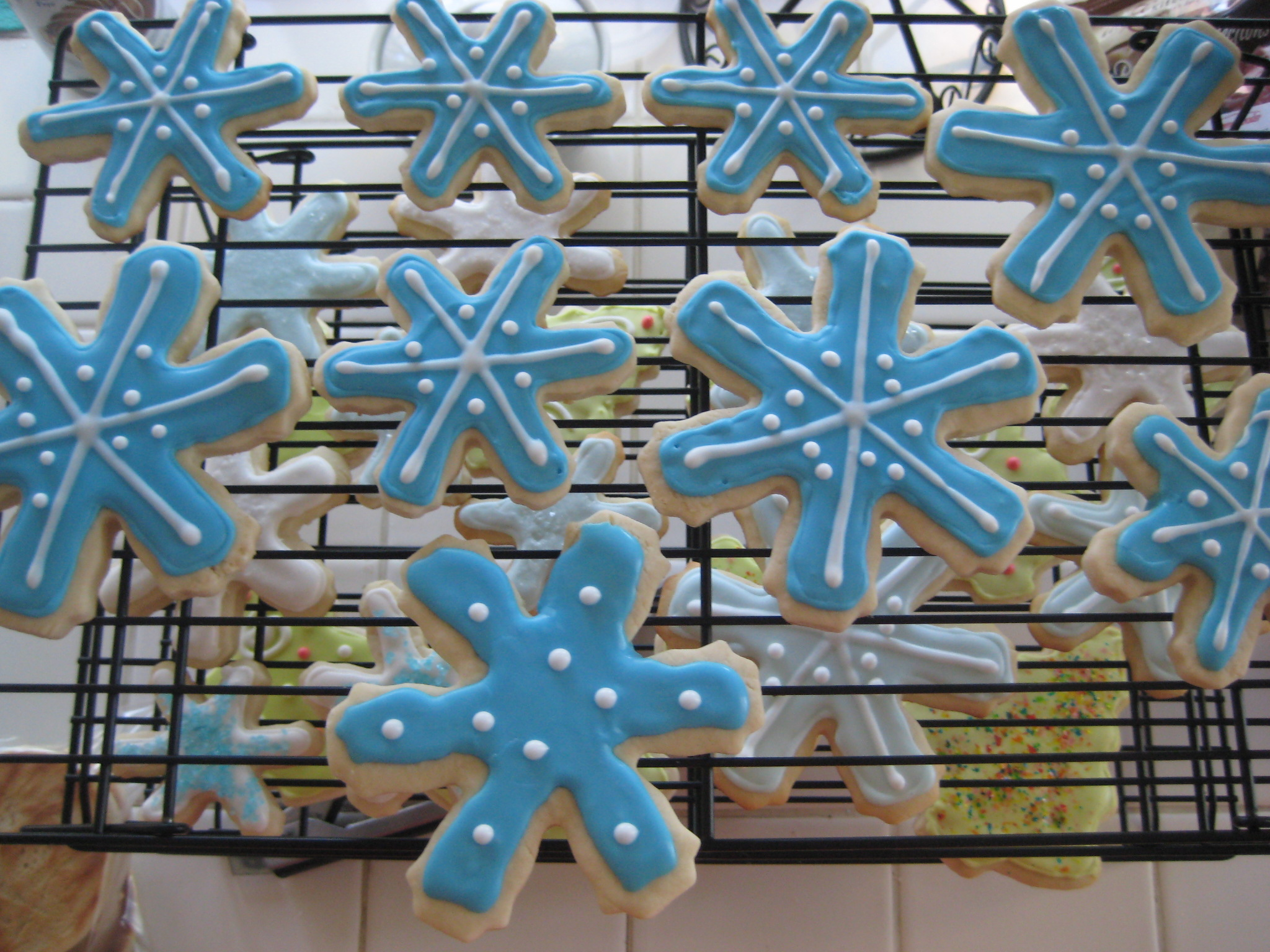
Синє королівське печиво
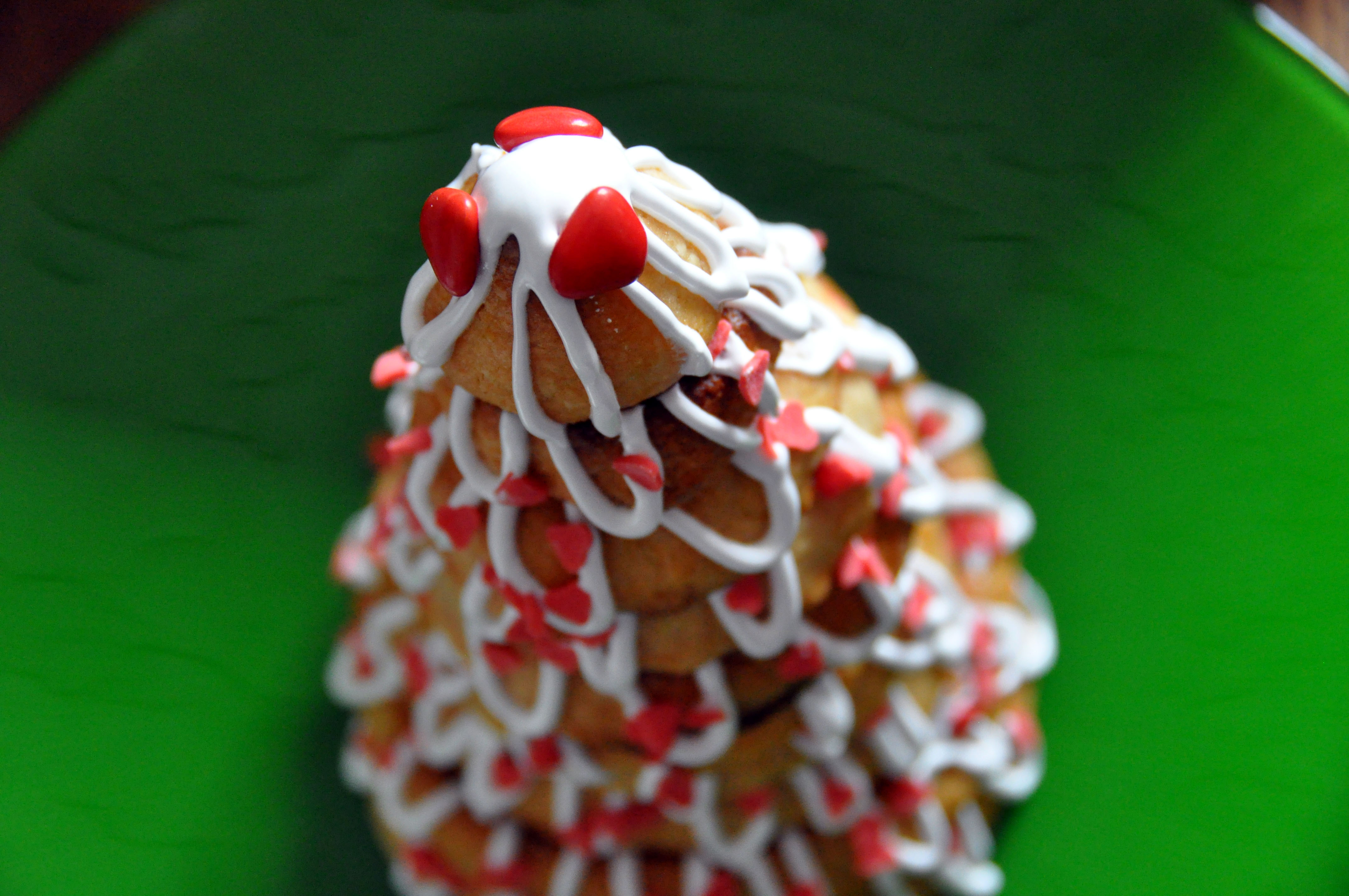
Крансекаґе прикрашене королівською глазур'ю